# Gladstone (Nuevo Brunswick)
Gladstone es una parroquia canadiense situada en la provincia de Nuevo Brunswick.

## Superficie
Gladstone tiene una superficie de 362,08 km².

## Demografía
En 2021, tenía 486 habitantes, una densidad poblacional de 1,3 hab./km², y 227 viviendas.